# Pholoe glabra
Pholoe glabra är en ringmaskart som beskrevs av Hartman 1961. Pholoe glabra ingår i släktet Pholoe och familjen Pholoidae. Inga underarter finns listade i Catalogue of Life.